# アルフォンソ・マイケル・イスパイ
アルフォンソ・マイケル・"マイク"・イスパイ（英語: Alphonso Michael "Mike" Espy, 1953年11月30日 - ）は、アメリカ合衆国の政治家。ビル・クリントン政権1期目で25代目アメリカ合衆国農務長官を務めた。

## 経歴
1953年11月30日にアメリカのミシシッピ州ヤズーシティで誕生した。彼の曾祖父はアフロ＝アメリカン・サンズ・アンド・ドーターズ病院の創設者であるT・J・ハドルストン・シニアであった。病院は1920年代から1970年代まで同州におけるアフリカ系アメリカ人の健康管理を主に引き受けた。
ワシントンD.C.のハワード大学で法律を学び、1978年にカリフォルニア州のサンタクララ大学法務学校で法学位を得た。
1988年から1993年までアメリカ合衆国下院のミシシッピ州選出議員として活動し、1993年1月22日から1994年12月31日までビル・クリントン政権1期目で25代目アメリカ合衆国農務長官を務めた。アフリカ系アメリカ人として初めてアメリカ合衆国農務長官に就任した。

## 参照
- Phelps, Shirelle, Who's Who Among African Americans, Gale Research, Detroit; London, 1998 (Eleventh Edition)